# Zack és Cody egy ikerkísérletben
A Zack és Cody egy ikerkísérletben (eredeti cím: The Suite Life Movie) egy 2011-es amerikai egész estés tévéfilm, amely a Zack és Cody élete című sorozat alapján készült.

## Történet
Zack és Cody bár ikrek, de nagyon különbözőek. Cody az okos, a komoly fiú, Zacket viszont csak a szórakozás lányok érdeklik. Codynak szüksége lenne szakmai gyakorlatra, hogy ösztöndíjat kaphasson a Yale-re, ezért jelentkezik egy tengerbiológiai intézetbe. Zack is követi őt, de mint már oly sokszor, most is meghiúsítja a testvére terveit. Ám váratlanul egy másik kutatásban való részvételt ajánlanak Codynak, csakhogy ide el kell vinnie testvérét is, mert a Gemini-programot ikerpárokon hajtják végre. A testvérpár hamarosan egy furcsa kísérlet alanyai lesz, ami oly különös mellékhatásokkal jár, hogy  akár veszélybe kerülhet egyedi személyiségük, vagy ami még rosszabb az életük is...

## Szereplők
| Szereplő       | Színész         | Magyar hang   | Magyar hang        |
| Szereplő       | Színész         | MTVA          | Disney Channel     |
| -------------- | --------------- | ------------- | ------------------ |
| Cody Martin    | Cole Sprouse    | Bogdán Gergő  | Szalay Csongor     |
| Zack Martin    | Dylan Sprouse   | Penke Bence   | Penke Bence        |
| London Tipton  | Brenda Song     | Mezei Kitty   | Mezei Kitty        |
| Bailey Pickett | Debby Ryan      | Lamboni Anna  | Bogdányi Titanilla |
| Woody Fink     | Matthew Timmons | Baráth István | Baráth István      |
| Dr. Spaulding  | John Ducey      | Schnell Ádám  | Czvetkó Sándor     |
| Dr. Olsen      | Matthew Glave   | Schnell Ádám  | Epres Attila       |
| Mr. Moseby     | Phill Lewis     | Láng Balázs   | Háda János         |
| Nellie Smith   | Katelyn Pacitto | Vadász Bea    | Csuha Borbála      |
| Kellie Smith   | Kara Pacitto    | Vadász Bea    | Csuha Borbála      |

## A magyar változat
A magyar változatot 2013-ban az MTVA megbízásából a VIDARTEAM készítette. Premierje az M1-en volt 2013. június 30-án, 17:30-kor. A szinkronhangokon a 6 évados sorozathoz képest némileg változtattak, de Cody, London és Woody eredeti szinkronja megmaradt.
A Disney Channel 2013. november 13-án vetítette a filmet új szinkronnal.